# 타르티니 광장

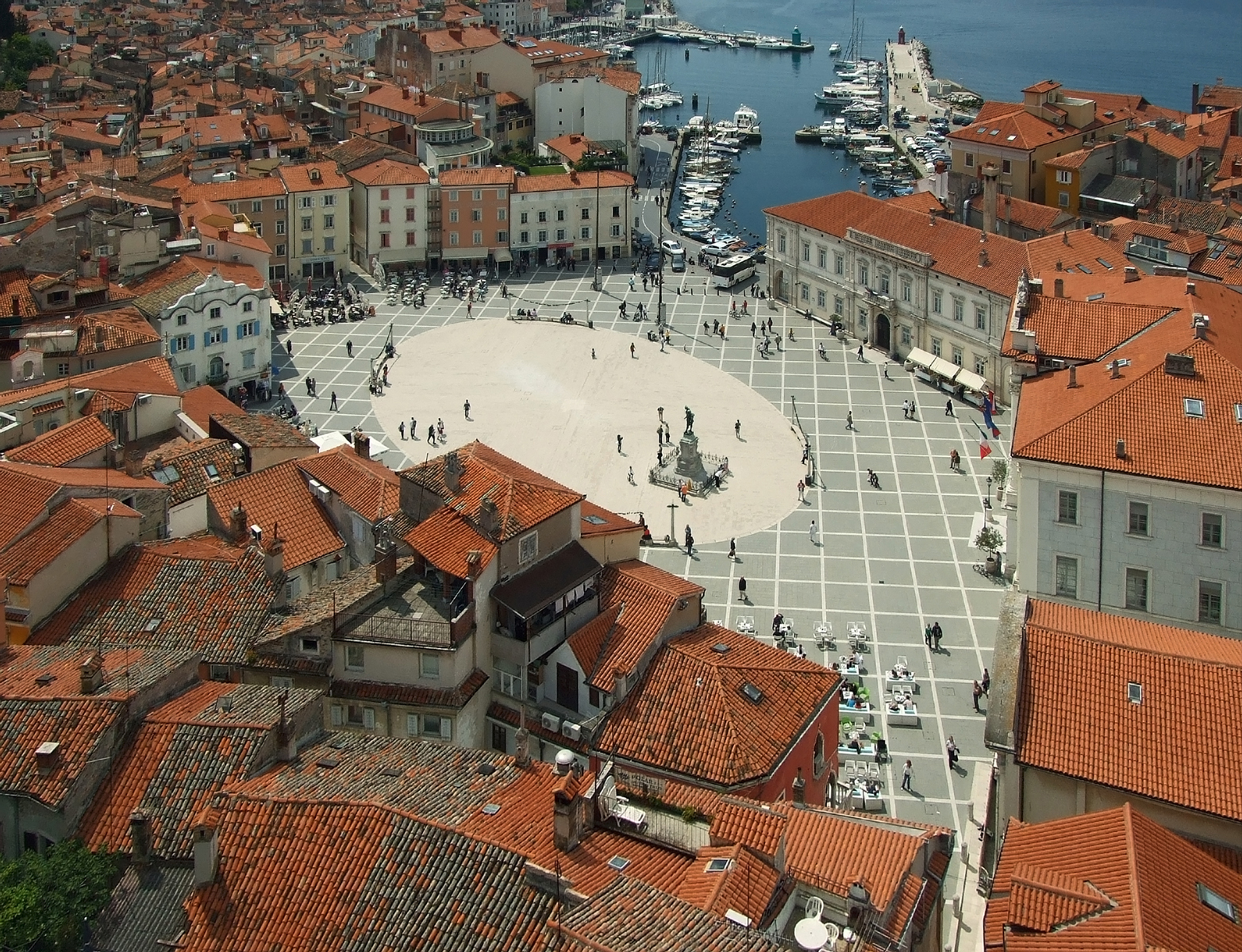
타르티니 광장

타르티니 광장(슬로베니아어: Tartinijev trg)은 슬로베니아 피란에서 가장 크고 중요한 광장이다. 이 광장은 바이올리니스트이자 작곡가인 주세페 타르티니의 이름을 따서 명명되었으며, 1896년에 그의 기념비가 세워졌다.

## 역사
광장은 한때 어선과 같은 작은 선박을 위한 내부 부두였으며, 첫 번째 성벽 밖에 위치해 있었다. 중세 시대에 부두는 중요한 건물과 궁전으로 둘러싸여 있었기 때문에 도시의 중요한 장소가 되었다. 그러나 그곳으로 흘러드는 하수 때문에 관리들은 부두를 묻고 1894년에 그곳에 광장을 세우기로 결정했다. 새로 만든 광장 주변에는 시청을 포함한 다양한 새로운 건물이 생겨났다. 그 건물들 중에서 원래 외관을 여전히 유지하고 있는 유일한 건물은 15세기에 지어진 베네찬카(Benečanka)라는 고딕 양식의 주택이다.
타르티니의 탄생 300주년을 맞아 건축가 보리스 포드레카가 설계한 흰색 돌로 타원형 플랫폼을 형성하면서 광장이 대대적으로 개조되었다.